# Steenhus von Werpeloh
Das Steenhus von Werpeloh ist eines von mehreren Ganggräbern der Trichterbecherkultur (TBK) in der Ortschaft Werpeloh in der Samtgemeinde Sögel, im Landkreis Emsland in Niedersachsen. Es entstand zwischen 3500 und 2800 v. Chr. und liegt etwa zwei Kilometer nordwestlich der Ortschaft (Registriert als Sprockhoff-Nr. 822). 
Die Ost-West ausgerichtete Kammer ist doppelt trapezoid (in der Mitte am breitesten) und gut erhalten. Der Zugang befindet sich in der Mitte der südlichen Längsseite. Die Kammer hat eine Länge von 16,5 Meter und eine lichte Breite von 2,3 Meter (mittig) und 1,8 Meter (an den Enden). Zwei erhaltene Einfassungssteine deuten darauf hin, dass die Anlage mit Randsteinen umgeben und mit einem Hügel bedeckt war. Die errechnete Länge der gesamten Anlage inklusive Einfassung liegt bei 22,7 Meter. Alle Kammersteine sind vorhanden, neun davon sind Decksteine. Der Hügel deutet eine ovale Form an. Da die Kammersteine nicht exakt fluchten ist zu vermuten, dass eine Hälfte der Megalithanlage später errichtet, und der Zugang verlegt wurde.
In der Nähe liegen Großsteingrab Werpeloh II Spr.-Nr. 823 und Großsteingrab Werpeloh III (Spr.-Nr. 824) sowie das neben Klein Stavern III (zwei Decksteine) kleinste Ganggrab westlich der Weser mit nur drei Decksteinen und ein Großdolmen.